# Stoke Rochford
Stoke Rochford est une paroisse civile et un village du Lincolnshire, en Angleterre.